# حزب وحدت اسلامی ملت افغانستان
حزب وحدت اسلامی ملت افغانستان یک حزب سیاسی در افغانستان است. بنیانگذار این حزب قربان علی عرفانی یکاولنگی از چهره‌های مطرح حزب وحدت اسلامی افغانستان و از مردم هزاره بود که در ۳۰ میزان/مهر ۱۳۹۴ درگذشت. این حزب در ماده دوم اساسنامه خود ایدئولوژی این حزب را اینگونه بیان می‌کند:
این حزب دارای هویت اسلامی بوده و بر اساس جهان بینی توحیدی و ایدئولوژی اسلامی بنیانگذاری گردیده و هر گونه انحراف از این اصل در حکم انحلال آن خواهد بود.